# Ottavio Fabbri
Ottavio Fabbri (Milano, 15 settembre 1946) è un regista e produttore cinematografico italiano.

## Biografia
Nel 1979 ha scritto e diretto il film evento Banana Republic, tratto dall'omonimo tour estivo di Lucio Dalla e Francesco De Gregori. Il film contiene interviste, spezzoni documentari e celebri canzoni, alcune non contenute nell'LP.
Nel 1990 ha ricevuto la nomination al Festival del Cinema di Gramado per il miglior film latino con Viaggio d'amore.

## Filmografia parziale

### Regista
- Movie Rush - La febbre del cinema (1976)
- Formula 1 - Febbre della velocità - documentario (1978)
- Banana Republic - documentario (1979)
- Viaggio d'amore (1990)

### Produttore
- Vincere per vincere, regia di Stefania Casini - film TV (1988)
- Fun Jump, regia di Stefania Casini - film TV (1988)
- Cuore in gola, regia di Stefania Casini - film TV (1988)
- Roller Wings, regia di Stefania Casini - film TV (1988)
- I cavalieri del cross, regia di Stefania Casini - film TV (1988)
- Scheggia di vento, regia di Stefania Casini - film TV (1988)